# Ishaq
Ishaq (arabiska: إسحٰق, ʾIsḥāq) är en profet inom islam, omnämnd 15 gånger i Koranen. I Bibeln är han känd som Isak. Berättelserna om honom i respektive skrift skiljer sig inte särskilt mycket från varandra.